# Victor Birner
Victor Ernesto Birner, ou simplesmente Vitor Birner (São Paulo, 28 de dezembro de 1968), é um ex-músico e jornalista esportivo brasileiro.
Atualmente, Birner é comentarista exclusivo dos canais esportivos do grupo Disney no Brasil, a ESPN.
É torcedor do São Paulo FC e da Escola de Samba Vai-Vai.

## Carreira
Na época conhecido como "Thumba", foi guitarrista das bandas de heavy metal Belial e Skull Crushers, antes de entrar para Vodu, em 87. Compôs algumas músicas da banda como "Journey to the unknown" e "The way to escape" e foi corresponsável pela composição de outras como "Waiting for nothing" e "Mortal circus", todas as faixas presentes no álbum Endless trip, de 1993.
Como jornalista, começou trabalhando em rádios comunitárias e ganhou destaque quando, ao lado do jornalista Juca Kfouri — como ele próprio afirma, seu professor —,  apresentava o CBN Esporte Clube na Rede CBN, na função de comentarista, além de ter exercido as funções de assistente de produção, pauteiro e repórter.
Foi repórter de jornalismo geral e esportivo antes de ser comentarista.
A partir de 7 de maio de 2008 passa a apresentar o programa Cartão Verde na TV Cultura, com o jornalista Vladir Lemos, o colunista da Folha de S.Paulo Xico Sá e o ex-jogador de futebol Sócrates. Em 2012, com a saída dos dois últimos, o jornalista Celso Unzelte e o ex-jogador Rivellino passam a fazer parte do programa. Birner fica no programa até o seu fim, em junho de 2020.
Em 2010, é contratado pelo Diário Lance!, onde assina uma coluna livre e outra em parceria com o jornalista Mauro Beting.
Foi comentarista dos jogos da Copa do Mundo 2010 na África do Sul pelo portal UOL. Também participou semanalmente do programa Tabelinha do UOL, com Juca Kfouri. Entre setembro de 2015 e março de 2018, também teve um blog no portal.
Birner também participou dos podcasts da Central 3.
Em 2018, Victor volta à CBN, agora como colunista esportivo do Jornal da CBN. Fica na emissora até outubro de 2020.
Em 2019, entra na ESPN Brasil, atuando, principalmente, como comentarista do programa Linha de Passe.

#### Prêmios e Indicações
| Ano  | Prêmio                                                                     | Categoria      | Resultado | Ref.   |
| ---- | -------------------------------------------------------------------------- | -------------- | --------- | ------ |
| 2011 | Troféu ACEESP (Associação dos Cronistas Esportivos do Estado de São Paulo) | Blog Esportivo | Indicado  | [ 18 ] |